# Lina Stančiūtė
Lina Stančiūtė (* 7. Februar 1986 in Vilnius, Sowjetunion) ist eine ehemalige litauische Tennisspielerin.

## Karriere
Stančiūtė begann im Alter von acht Jahren mit dem Tennissport und spielte laut ITF-Profil bevorzugt auf Sandplätzen. Auf Turnieren der ITF Women’s World Tennis Tour gewann sie vier Titel im Einzel und drei im Doppel.
In den Jahren 2000 bis 2015 trat sie insgesamt 46-mal für die Litauische Fed-Cup-Mannschaft an und gewann von ihren 68 Matches 37, davon 26 im Einzel und elf im Doppel.
In den Jahren 2007 bis 2015 spielte sie 2007 bis 2014 in der ersten und 2015 in der zweiten Tennis-Bundesliga für den TEC Waldau Stuttgart.
2015 erklärte Stančiūtė ihren Rücktritt vom professionellen Tennis.

## Turniersiege

### Einzel
| Nr. | Datum            | Turnier        | Kategorie   | Belag | Finalgegnerin     | Ergebnis      |
| --- | ---------------- | -------------- | ----------- | ----- | ----------------- | ------------- |
| 1.  | 17. August 2003  | Martina Franca | ITF $25.000 | Sand  | Darija Jurak      | 6:3, 6:1      |
| 2.  | 10. Oktober 2004 | Lafayette      | ITF $25.000 | Sand  | Karolina Kosińska | 3:6, 6:3, 7:5 |
| 3.  | 23. Juli 2006    | Zwevegem       | ITF $25.000 | Sand  | Lenka Wienerová   | 6:1, 6:2      |
| 4.  | 18. Juni 2011    | Charkiw        | ITF $25.000 | Sand  | Sofia Shapatava   | 6:2, 6:1      |

### Doppel
| Nr. | Datum           | Turnier    | Kategorie   | Belag     | Partnerin          | Finalgegnerinnen                   | Ergebnis      |
| --- | --------------- | ---------- | ----------- | --------- | ------------------ | ---------------------------------- | ------------- |
| 1.  | 1. Oktober 2005 | Porto      | ITF $25.000 | Sand      | Simona-Iulia Matei | Kelly de Beer Eva Pera             | 2:6, 6:4, 6:4 |
| 2.  | 4. März 2006    | Clearwater | ITF $25.000 | Hartplatz | Kelly Liggan       | Natalie Grandin Chanelle Scheepers | 6:3, 6:1      |
| 3.  | 21. Juni 2013   | Ystad      | ITF $25.000 | Sand      | Kristina Barrois   | Monique Adamczak Pemra Özgen       | 6:4, 7:5      |

## Persönliches
Stančiūtė ist seit 2016 mit dem litauischen Basketball-Profi Martynas Gecevičius verheiratet.